# 1958 في أستراليا
فيما يلي قوائم الأحداث التي وقعت خلال عام 1958 في أستراليا.

## سياسة

### تعيين في المنصب
- 22 نوفمبر – هارولد هولت أمين صندوق أستراليا [الإنجليزية]‏.
- 22 نوفمبر – هيربرت فير إيفات عضو مجلس النواب الأسترالي.

### انتهاء فترة المنصب
- 22 نوفمبر – هيربرت فير إيفات عضو مجلس النواب الأسترالي.
- 10 ديسمبر – هارولد هولت وزير التوظيف وعلاقات العمل [الإنجليزية]‏.

## ظهور
- 1 يناير – سكا

## مواليد

### يناير
- 1 يناير – برونوين بانكروفت فنانة أسترالية.
- 1 يناير – داني مورسيو لاعب كرة سلة أسترالي.
- 1 يناير – هيثر ميتشيل ممثلة أسترالية.

### مايو
- 11 مايو – فيل سميث لاعب كرة سلة أسترالي.

### يوليو
- 2 يوليو – مايكل ترتر درّاج طريق أسترالي.
- 19 يوليو – براد درويت لاعب كرة مضرب أسترالي.
- 27 يوليو – مايك إيليس لاعب كرة سلة أسترالي.

### أغسطس
- 19 أغسطس – بريندان نيلسون سياسي أسترالي.

## وفيات

### يونيو
- 27 يونيو – روبرت غريغ (مواليد 1879)

### يوليو
- 13 يوليو – كيث كامبل (مواليد 1931) متسابق دراجات نارية أسترالي.

### سبتمبر
- 13 سبتمبر – راسيل موكريدجي (مواليد 1928) درّاج طريق أسترالي.